# المسجد القديم (موسكو)
المسجد القديم في موسكو ((الروسية: Московская историческая мечеть), Moskovskaya istoricheskaya mechet) هو مسجد قديم بُنِي في عام 1823 ليحل محل المسجد السابق الذي دُمر بحريق موسكو عام 1812. يقع المسجد في شارع بولشايا تاتارسكايا في زاموسكوريتشي وهو حي استوطنه التتار سابقا.
كانت الأرض مملوكة من قبل تاجر من التتار، سمحت له السلطات ببناء (بيت الصلاة) ليتمكن المسلمون من أداء الصلاة على شرط أن لا يُسمى مسجداً وأن تكون واجهته لا تختلف عن المنازل المجاورة. إضيفت له قبة ومئذنة في عام 1880 والمدرسة سنة 1915.
أغلق السوفييت المسجد في عام 1939 وهُدِمت مئذنته. وتم طرد الإمام. ولم تُستأنف العبادة في المسجد حتى عام 1993 حيث إُعيد بناء المئذنة.

## وصلات خارجية
- الموقع الرسمي